# てだこ浦西駅
てだこ浦西駅（てだこうらにしえき）は、沖縄県浦添市前田三丁目にある、沖縄都市モノレール線（ゆいレール）の駅。同線の終点である。駅番号は19。

## 概要
沖縄県では最東端の駅である。
駅名は2019年延伸区間における他の3駅と共に、公募で決定した。駅名決定前は「浦西駅（うらにしえき）」という仮称が付けられていたが、「てだこ駅」の名称も有力候補とされていた。「てだこ」は「太陽の子」を意味する沖縄の方言で、現在の浦添で生まれたとされる琉球王国の英祖王の神号「英祖日子（えそのてだこ）」にも関連する言葉である。駅名アンケートでは「てだこ駅」を抑えて「浦西駅」が1位となったが、最終的に両者を併せた駅名とした。

## 歴史
- 2012年（平成24年）1月26日：浦西駅（仮称）を含む延伸区間の軌道事業特許が認可される[5]。
- 2013年（平成25年）11月2日：浦西駅（仮称）を含む延伸区間の起工式を実施する[8]。
- 2014年（平成26年）12月26日：駅名を「てだこ浦西駅」に決定する[9]。
- 2019年（令和元年）10月1日：首里駅 - 当駅間延伸開業に伴い開業[10][1][2]。
- 2020年（令和2年）3月10日：ICカード「Suica」の利用が可能となる[11][12][13]。

## 駅構造
島式ホーム1面2線を有する高架駅である。現在開業しているゆいレールの駅で唯一改札口が地平部にある。エスカレーター・エレベーター設置。

### のりば
| 番線 | 路線                  | 行先         |
| ---- | --------------------- | ------------ |
| 1・2 | ■沖縄都市モノレール線 | 那覇空港方面 |

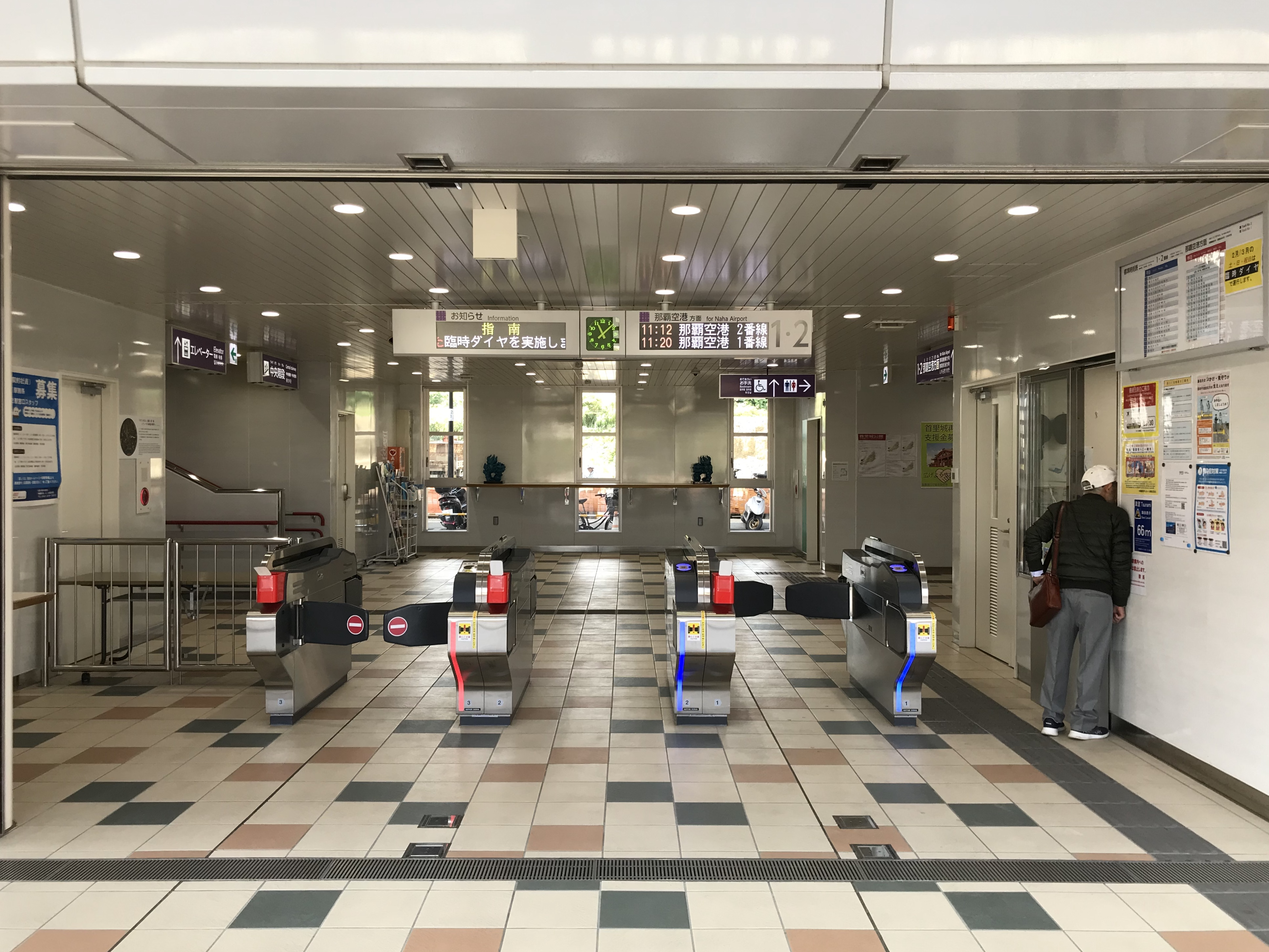
改札口（2020年2月）
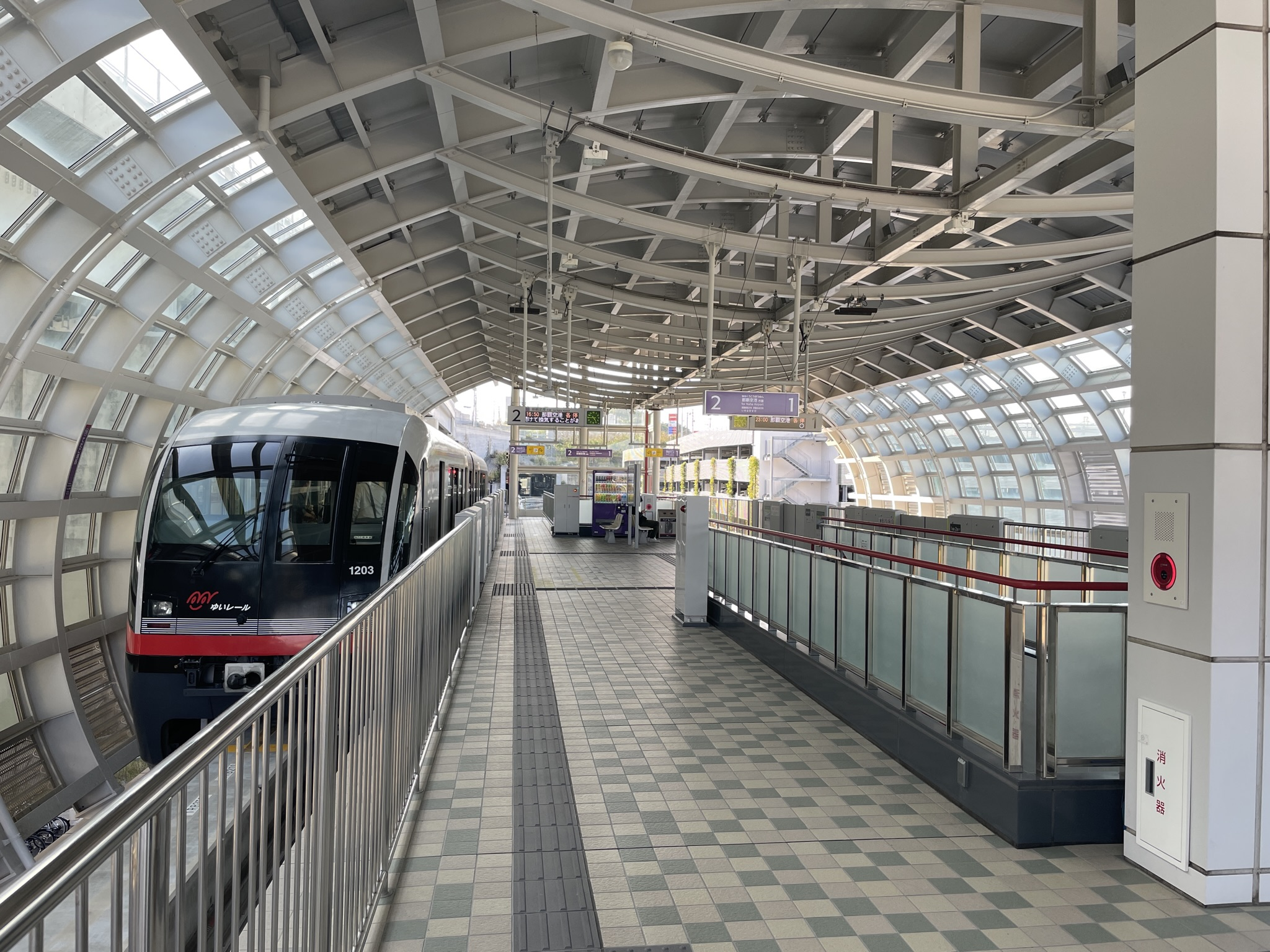
ホーム（2023年3月）
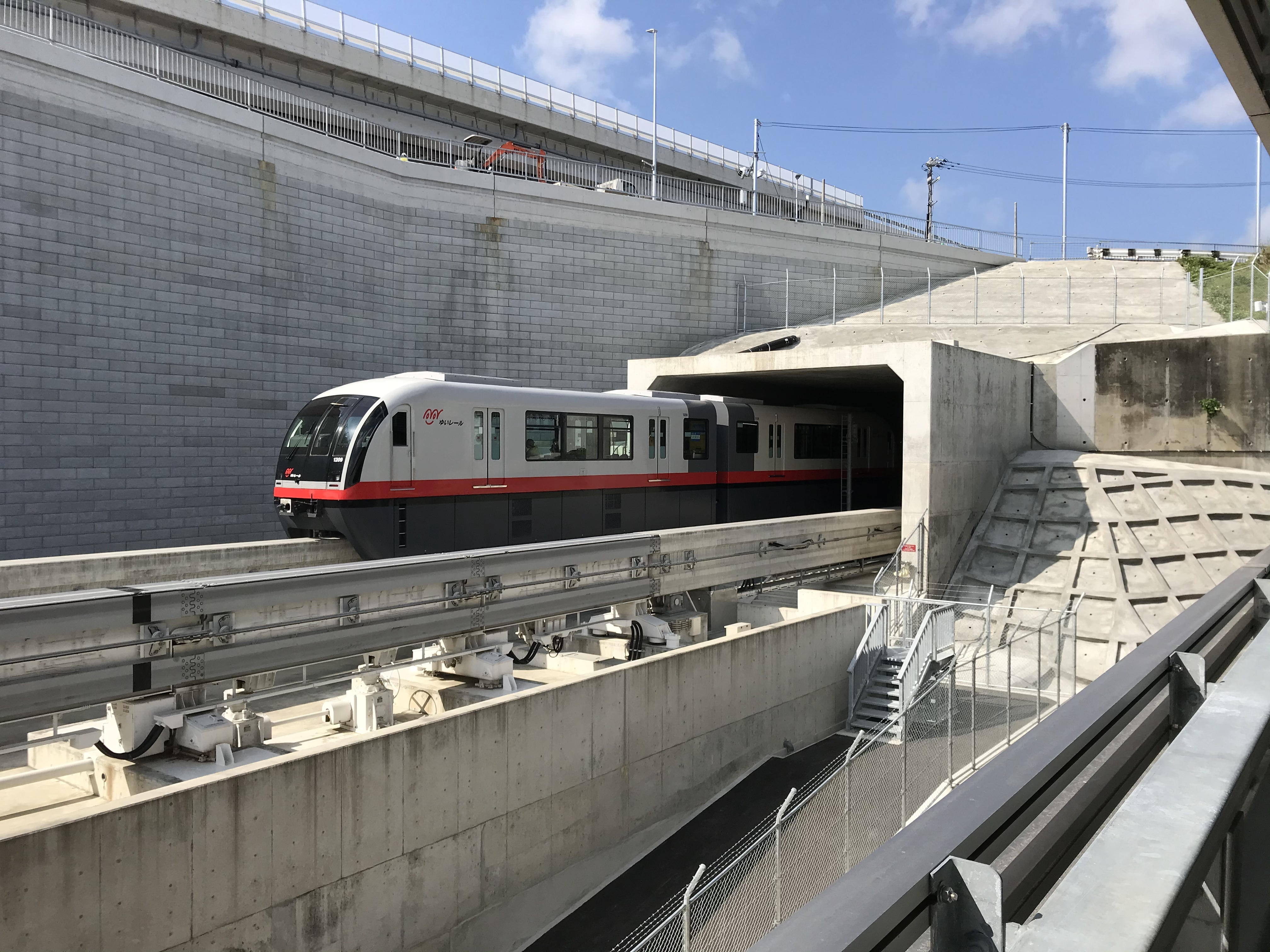
ゆいレール唯一のトンネル（2020年2月）

## 利用状況
2022年度の1日平均乗車人員は1,587人である。
開業後の1日平均乗降人員および乗車人員の推移は下記の通り。
| 年度               | 1日平均 乗降人員 | 1日平均 乗車人員 | 出典 |
| ------------------ | ---------------- | ---------------- | ---- |
| 2019年（令和元年） | 2,605            | 1,308            |      |
| 2020年（令和02年） | 3,518            | 885              |      |
| 2021年（令和03年） |                  | 1,112            |      |
| 2022年（令和04年） |                  | 1,587            |      |

備考
1. ↑  2019年10月1日開業。開業日から翌年3月31日までの計183日間を集計したデータ。

## 駅周辺

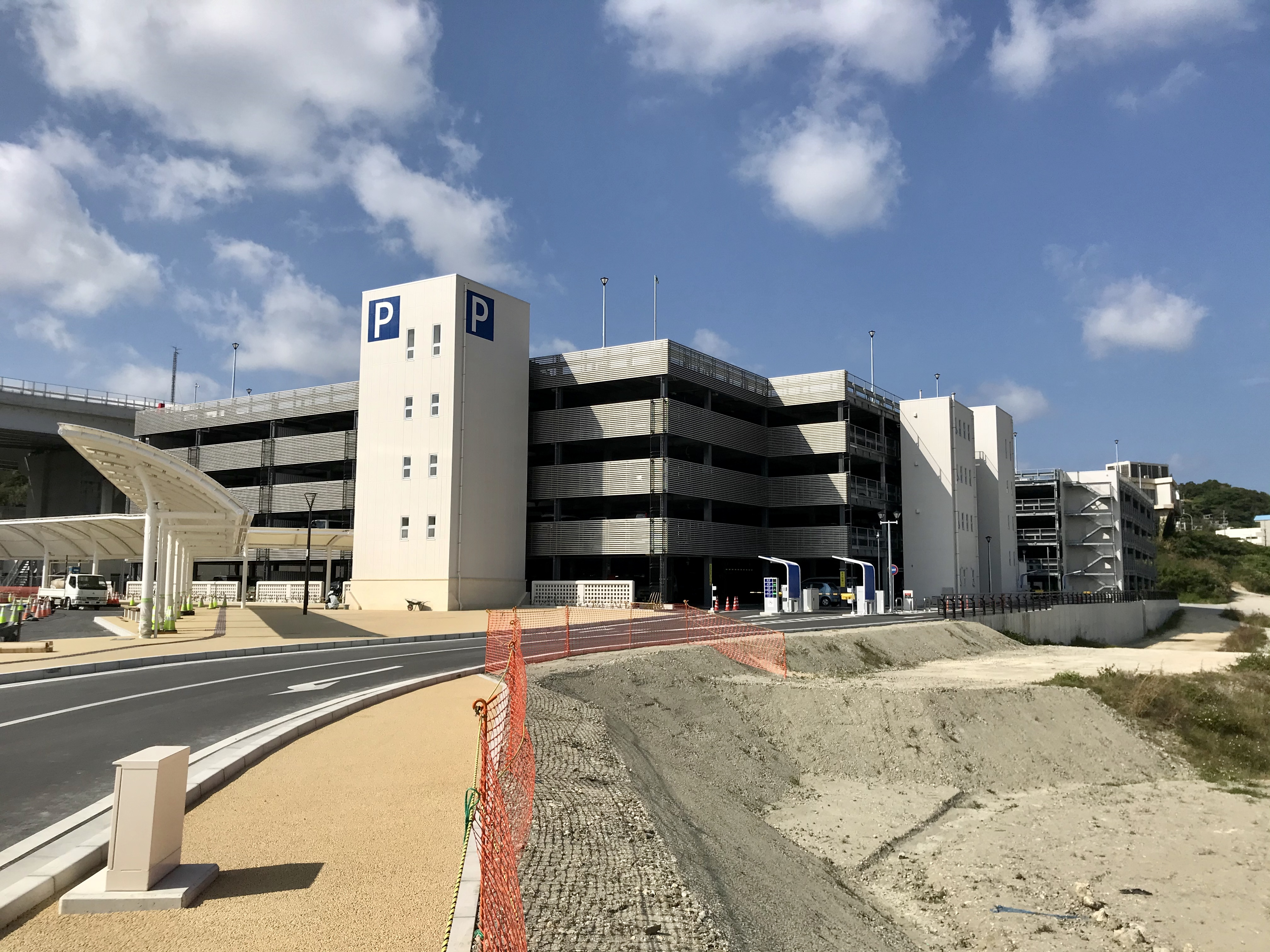
パークアンドライド用駐車場（2020年2月）

駅前には1,000台規模の駐車場を設置しており、パークアンドライドが可能。浦添市と西原町の境に近く、両市町からの利用が可能である。
- 浦西団地
- 西原入口交差点
- 沖縄自動車道（幸地IC〈仮称〉建設中）[19]
- 浦添前田郵便局
- 西原坂田郵便局
- 浦添市立前田小学校
- 浦添市立浦西中学校
- 西原町立坂田小学校
- 沖縄県立西原高等学校
- 沖縄キリスト教短期大学・沖縄キリスト教学院大学
- 浦添総合病院
- 琉球大学病院
- 沖縄県道253号浦西停車場線
- マックスバリュ坂田店（イオン琉球運営）
- ダイレックスてだこ浦西店
- ヤマダデンキテックランドてだこ浦西店
- イオンスタイルてだこ浦西駅前(イオン琉球運営、2024年9月27日開業)
  - キャンドゥ イオンスタイル てだこ浦西駅前店

## バス路線
開業時点では駅前広場のバス乗り場は整備中だったため、路線バスは整備後の2020年以降利用している。乗り入れない路線については徒歩で周辺のバス停を利用する必要がある。また、駅から徒歩5分の場所に高速バスの幸地バス停がある。
てだこ浦西駅
- 256番・浦添てだこ線（琉球バス交通）
- 233番・西原てだこ線（那覇バス）
- 294番・てだこ琉大快速線（那覇バス）※平日のみ
- 297番・沖国琉大快速線（那覇バス）※平日のみ

幸地（沖縄自動車道上）

西原入口
- 25番・那覇普天間線（那覇バス）
- 56番・浦添線（琉球バス交通）
- 97番・琉大（首里）線（那覇バス）
- 125番・普天間空港線（那覇バス）
- 256番・浦添てだこ線（琉球バス交通）
- 333番・那覇西原（末吉）線（那覇バス）　

徳佐田入口
- 97番・琉大（首里）線（那覇バス）
- 233番・西原てだこ線（那覇バス）
- 294番・てだこ琉大快速線（那覇バス）※平日のみ
- 333番・那覇西原（末吉）線（那覇バス）　

前田入口
- 25番・那覇普天間線（那覇バス）
- 56番・浦添線（琉球バス交通）
- 125番・普天間空港線（那覇バス）

## その他
- 発車メロディと駅到着時の車内チャイムは、沖縄音楽の「ヒヤミカチ節」を編曲したもの[23]。戦後の沖縄復興を後押しした楽曲であり、駅周辺の開発による町の発展や躍動への願いを込めて採用された[23]。
- 平仮名表記の「てだこ」の部分については、公式には中国語（簡体字・繁体字）での表記を行わず、旅客案内ではアルファベット表記混じりの「Tedako浦西」（簡体字・繁体字とも）と表記する[注 1]。

## 隣の駅
沖縄都市モノレール
■沖縄都市モノレール線（ゆいレール）
浦添前田駅 (18) - てだこ浦西駅 (19)

### 記事本文